# Reeves Soundcraft Corporation
Reeves Soundcraft Corporation war ein 1946 gegründetes Unternehmen mit Sitz in New York City, das vor allem Equipment zur Ton- und Filmaufnahme herstellte und vertrieb. 1954 wurde es für die Entwicklung eines neuartigen Magnettonverfahrens mit dem Oscar für Wissenschaft und Entwicklung ausgezeichnet.

## Geschichte
Gründer und Präsident des Unternehmens war Hazard Earle Reeves (1906–1986), ein US-amerikanischer Ingenieur, der zuvor unter anderem 1933 das New Yorker Tonstudio und Musiklabel Reeves Sound Studios gegründet hatte. Reeves forschte nach Möglichkeiten, eine möglichst hohe Klangqualität bei der Tonaufzeichnung und -wiedergabe zu erzielen und setzte dafür sein Privatvermögen ein.
Am 16. April 1946 gründete er im Bundesstaat New York die Kapitalgesellschaft Reeves Soundcraft Corporation. Zunächst betrieb diese ausschließlich den Vertrieb und Verkauf von aluminium-beschichteten Scheiben zur direkten Tonaufnahme (Instantaneous Sound Recording Discs). Am 31. Oktober 1949 erwarb sie im Austausch gegen Vorzugs- und Stammaktien alle ausstehenden Aktien und Vermögenswerte des in Pennsylvania ansässigen Unternehmens Soundcraft Manufacturing Corp., welches zuvor sein alleiniger Zulieferer für die Discs gewesen war. Dadurch war Reeves Soundcraft Corp. ab 1950 in der Lage, dieses Produkt eigenständig herzustellen und zu vertreiben.
1949 kaufte Reeves Soundcraft Corporation die Abteilung für Fernsehbildröhren vom Laboratory of Advanced Research der Remington Rand, Inc., in South Norwalk, Connecticut auf. Danach wurde im nahe gelegenen Stamford eine Fabrikanlage errichtet.
In den 1950er Jahren gehörte die Reeves Soundcraft Corporation zu den ersten Anbietern von Tonbändern. Sie produzierte und vertrieb außerdem unter anderem Präzisionsgeräte für Film- und Tonaufnahmen, Fernsehröhren, Filmmaterial, Kabel und Matern für Plattenaufnahmen. Der Name des Unternehmens ist auch als Musiklabel auf einigen Tonträgern zu finden.
Innovationen erbrachte Reeves Soundcraft unter anderem im Bereich der  magnetischen Aufzeichnung des Tons von Kinofilmen. 1947 führte Reeves das neu entwickelte Magnastripe-Verfahren ein, mit dem es möglich wurde, magnetisches Tonband auf Zelluloidfilm aufzubringen. Reeves Soundcraft führte danach auch die Magnetbeschichtung der Filmstreifen für die Kunden durch. Das Unternehmen wurde für die Entwicklung dieses Verfahrens („for their development of a process of applying stripes of magnetic oxide to motion picture film“) bei der Oscarverleihung 1954 mit dem Oscar für Wissenschaft und Entwicklung (Academy Scientific & Engineering Award) ausgezeichnet.
Reeves konzipierte zusammen mit Fred Waller auch ein magnetisches Sechs- bzw. Siebenspurverfahren für Cinerama-Vorführungen.
Ab 1960 wurden die Aktien des Unternehmens am American Stock Exchange (AMEX) gehandelt. Zu diesem Zeitpunkt war der  Umsatz von ursprünglich 770.000 Dollar (1947) auf ca. 6 Mio. Dollar gestiegen und Reeves Soundcraft Corp. zum zweitgrößten Hersteller und Vertreiber von Aufnahmemedien geworden.
1963 firmierte das Unternehmen in Reeves Industries, Inc. und 1971 in RSC Industries, Inc. um. Schließlich erfolgte 1987, ein Jahr nach Hazard Reeves’ Tod, ein Namenswechsel nach Matec Corporation, die Auflösung dieses Unternehmens im Bundesstaat New York und Neugründung eines gleichnamigen Nachfolgeunternehmens in Delaware.